# Видраре
Видраре (болг. Видраре) — село в Болгарии. Находится в Софийской области, входит в общину Правец. Население составляет 494 человека.

## Политическая ситуация
В местном кметстве Видраре, в состав которого входит Видраре, должность кмета (старосты) исполняет Миглена Димитрова (Болгарская социалистическая партия (БСП)) по результатам выборов.
Кмет (мэр) общины Правец — Румен Гунински по результатам выборов.